# Aravalli

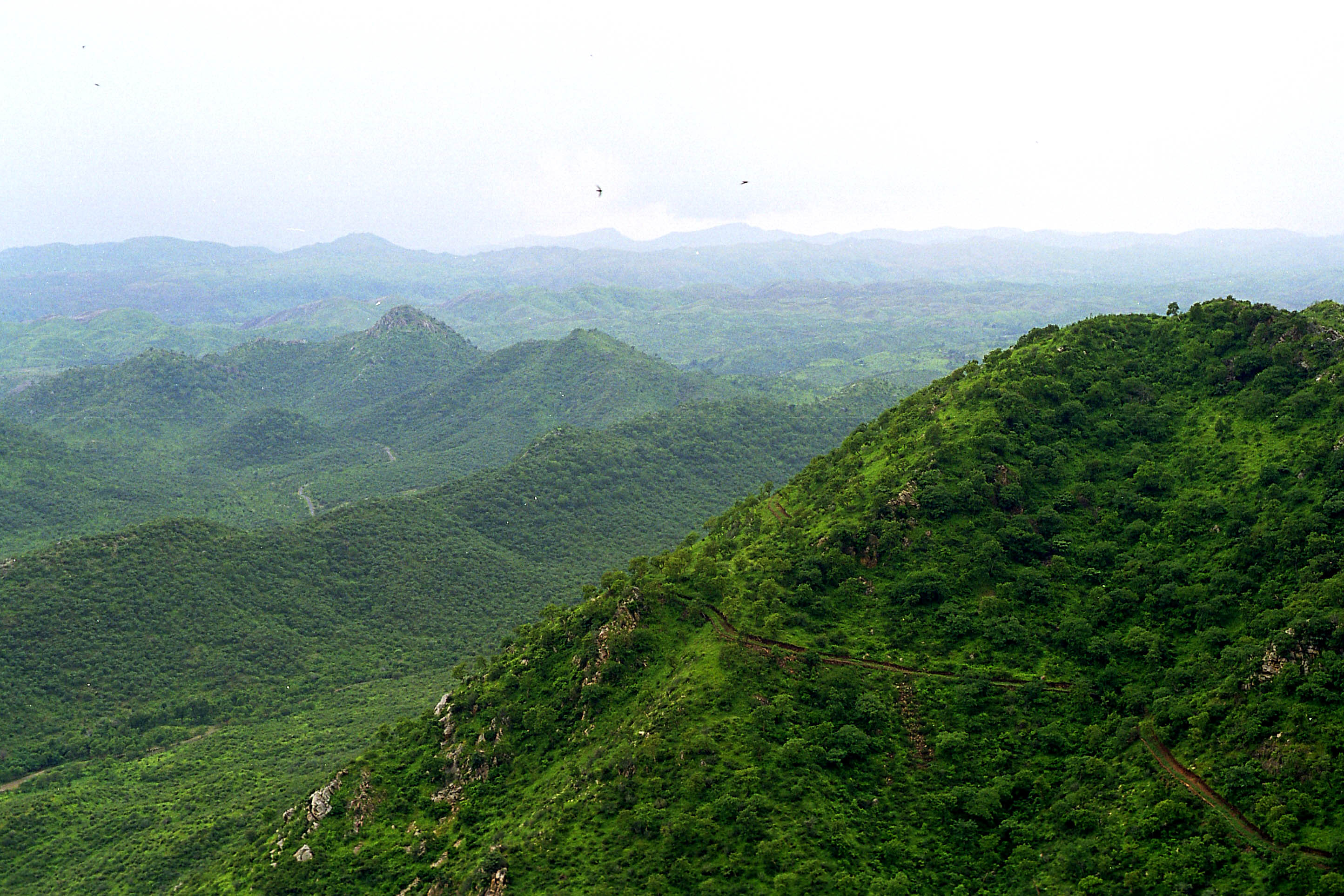
Vy från Udaipur

Aravalli är en bergskedja i norra Indien. Delstaten Rajasthan delas i två klimatzoner av Aravallibergen.